# 克利希廣場站
克利希廣場站（法語：Place de Clichy）是巴黎地鐵2號線和巴黎地鐵13號線的一個交會車站，位於巴黎8區和巴黎17區的交界處。克利希廣場站開業於1902年10月7日，車站名稱來自於克利希門。13號線的月台開通於1911年2月26日。

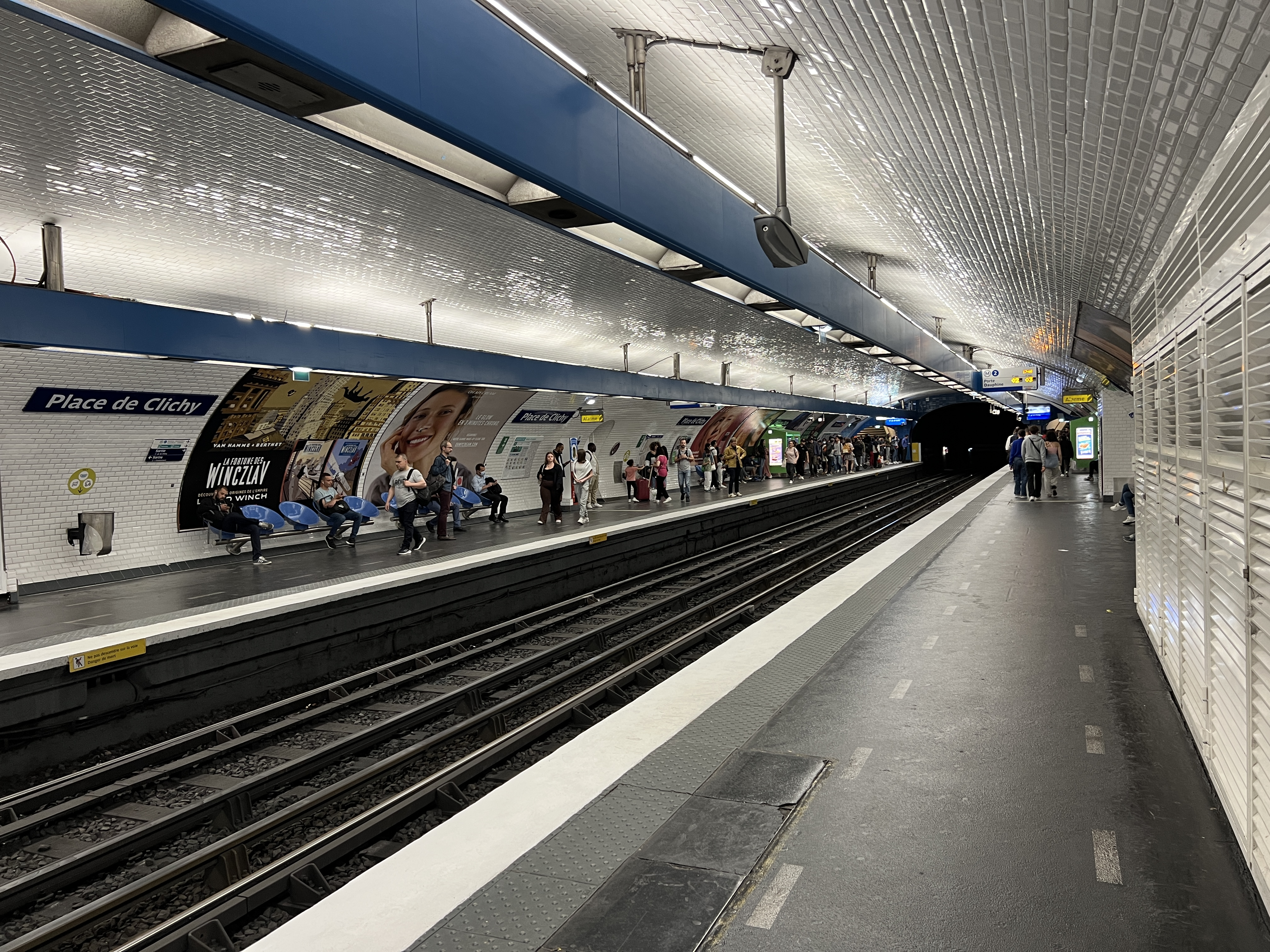
2號線月台 (2022年7月)

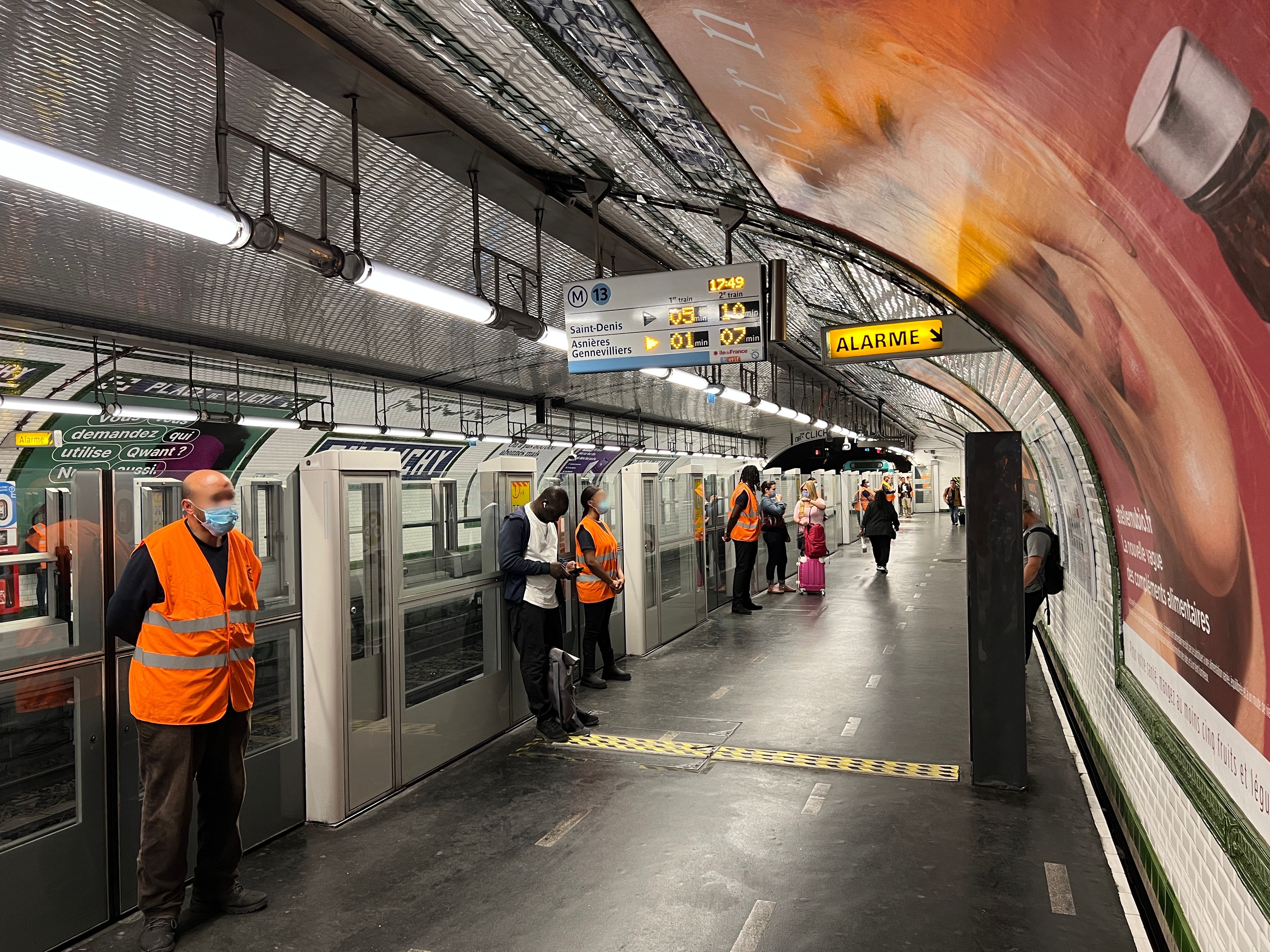
13號線月台（2022年7月）

## 車站結構
| G  | 街道               | 出入口                            |
| B1 | 夾層               | 閘門，月台連接                    |
| B2 | 側式月台，右側開門 | 側式月台，右側開門                |
| B2 | 西行               | 往太子妃门（羅馬）                |
| B2 | 東行               | 往民族廣場（白色）                |
| B2 | 側式月台，右側開門 |                                   |
| B3 | 側式月台，右側開門 | 側式月台，右側開門                |
| B3 | 北行               | 往莱库尔蒂耶/聖但尼大學（岔路口） |
| B3 | 南行               | 往沙蒂永-蒙魯日（列日）           |
| B3 | 側式月台，右側開門 |                                   |